# Bubsy in: Claws Encounters of the Furred Kind
Bubsy in: Claws Encounters of the Furred Kind (Bubsy the Bobcat's Great Adventure (やまねこバブジーの大冒険, Yamaneko Babujī no Daibōken) au Japon), souvent raccourci en Bubsy, est un jeu vidéo de plates-formes développé et édité par Accolade sorti en 1993 sur MegaDrive et Super Nintendo, puis porté en 1995 sur Microsoft Windows où il porte le nom de Super Bubsy.

## Synopsis
Dans Bubsy in: Claws Encounters of the Furred Kind, les ennemis sont des extraterrestres appelés Woolies cherchant à voler les réserves de pelotes de laine de la Terre. Bubsy possédant la plus grande collection de pelotes de laine, il décide d'arrêter les Woolies avant qu'ils ne dérobent les siennes.

## Système de jeu
Il s'agit d'un jeu de plate-formes en 2D à défilement horizontal. Le joueur doit déplacer Bubsy à travers soixante niveaux dans lequel il faut éliminer les Woolies et ramasser des pelotes de laine perdues. Il est souvent comparé aux jeux Sonic the Hedgehog de son époque,,.

## Développement
Le développement de Bubsy in: Claws Encounters of the Furred Kind commence en 1991 et mobilise une vingtaine de personnes.
Le concepteur Michael Berlyn avait auparavant travaillé sur plusieurs jeux d'aventure, comme Altered Destiny (en) et Les Manley in: Search for the King (en). Lassé du genre, il découvre Sonic the Hedgehog et y joue quatorze heures par jour pendant une semaine entière afin de trouver de l'inspiration pour son prochain projet.

## Postérité

### Autres versions
En 1995, ATI Technologies porte le jeu sur Windows 95, sous le nom de Super Bubsy.
La version Super Nintendo est ressortie sur Steam via l'émulation le 17 décembre 2015, dans une compilation regroupant le jeu et sa suite Bubsy II,.

### Suites
Bubsy in: Claws Encounters of the Furred Kind bénéficie d'une suite en 1994, intitulée Bubsy II.